# سیارک ۱۴۲۴۴
سیارک ۱۴۲۴۴ (به انگلیسی: 14244 Labnow، نامگذاری:2000AT29) چهارده هزار و دویست و چهل و چهارمین سیارک کشف شده‌است که در ۳ ژانویه ۲۰۰۰ کشف شد.
قدر مطلق سیارک برابر ۱۷.۸ است.